# 204 v. Chr.
Portal Geschichte | Portal Biografien | Aktuelle Ereignisse | Jahreskalender | Tagesartikel

◄ |
4. Jahrhundert v. Chr. |
3. Jahrhundert v. Chr. |
2. Jahrhundert v. Chr. |
►

◄ | 220er v. Chr. | 210er v. Chr. | 200er v. Chr. | 190er v. Chr. |
180er v. Chr. |
►

◄◄ | ◄ | 207 v. Chr. | 206 v. Chr. | 205 v. Chr. | 204 v. Chr. |
203 v. Chr. |
202 v. Chr. |
201 v. Chr. |
► |
►►
Staatsoberhäupter

## Ereignisse

### Zweiter Punischer Krieg

Verlauf des Zweiten Punischen Krieges 218–202 v. Chr.

- Scipio Africanus landet im Zweiten Punischen Krieg in Nordafrika; der vor Syphax geflohene Massinissa bietet ihm seine Dienste an.
- Hannibal kämpft gegen die römischen Legionen bei Crotona – unentschieden.
- Karthago beauftragt den Feldherrn Hasdrubal, unterstützt vom verbündeten westnumidischen König Syphax, mit der Abwehr der römischen Invasionstruppen.

### Ägypten

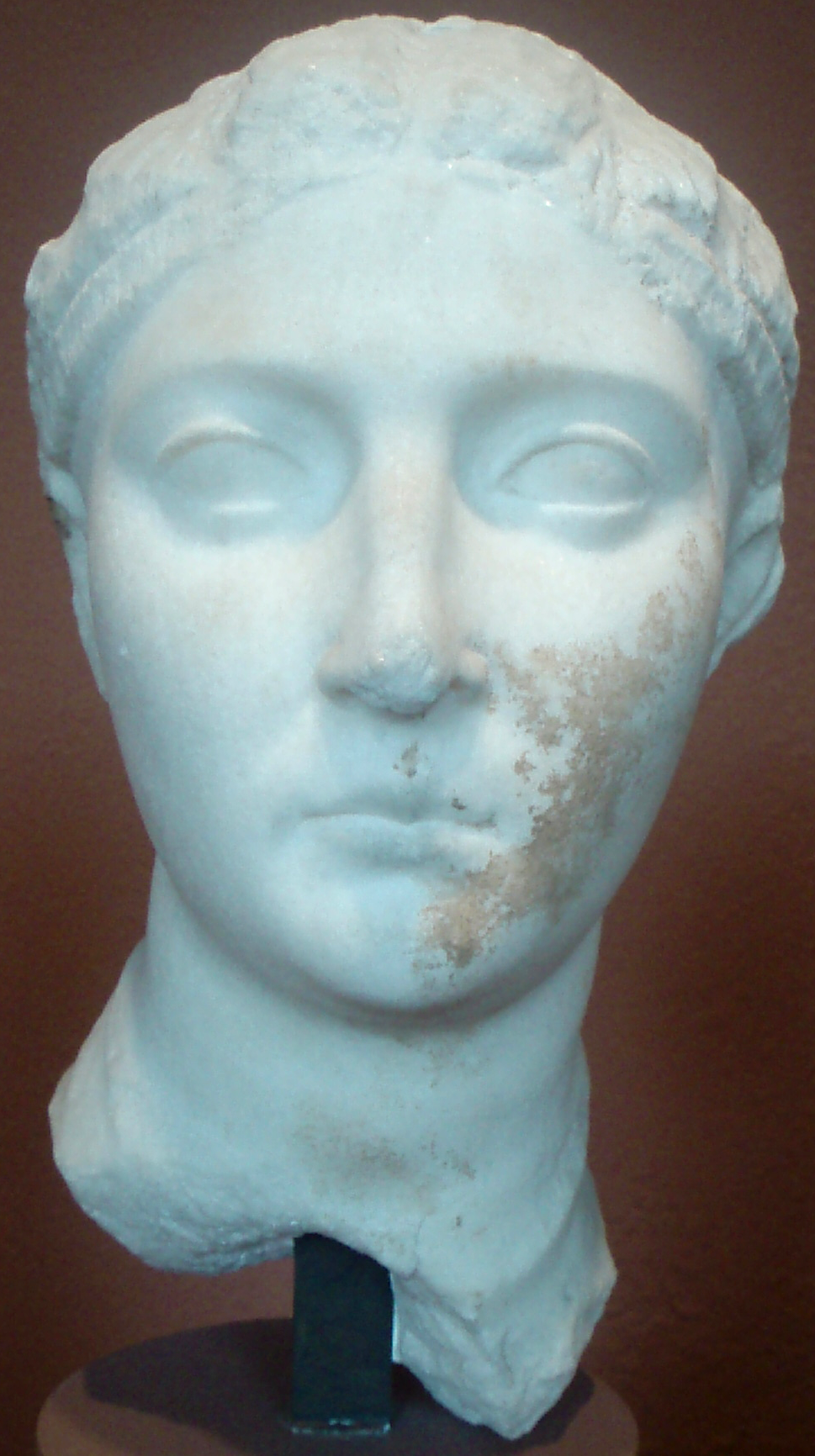
Büste der Königin Arsinoë III. (Museum of fine Arts, Boston)

- Arsinoë III., die für ihren minderjährigen Sohn Ptolemaios V. die Regentschaft in Ägypten führen soll, wird in einer Palastrevolte von den Ministern Agathokles und Sosibios ermordet. Nach dem Bekanntwerden des Todes von Ptolemaios IV. beschließen Philipp V. von Makedonien und der Seleukide Antiochos III. vermutlich einen Raubvertrag zur Aufteilung Ägyptens.

### Kaiserreich China
- Die Xiongnu vereinigen die Nomadenstämme im  Norden des Han-Reiches und bilden fortan die größte äußere Gefahr.

## Geboren
- um 204 v. Chr.: Kleopatra I., ägyptische Königin († 176 v. Chr.)

## Gestorben
- Arsinoë III., Königin von Ägypten (* 246 oder 245 v. Chr.)
- Ptolemaios IV., ägyptischer Pharao (* 245 v. Chr.)
- um 204 v. Chr.: Chrysippos von Soloi, griechischer Philosoph (* um 276 v. Chr.)
- um 204 v. Chr.: Livius Andronicus, römischer Dichter (* um 284 v. Chr.)